# Turbonilla chalcana
Turbonilla chalcana är en snäckart som beskrevs av Baker, Hanna och Strong 1928. Turbonilla chalcana ingår i släktet Turbonilla och familjen Pyramidellidae. Inga underarter finns listade i Catalogue of Life.